# Ла-Боль-Эскублак
Ла-Боль-Эскублак (фр. La Baule-Escoublac) ― коммуна на западе Франции, находится в регионе Пеи-де-ла-Луар, департамент Атлантическая Луара, округ Сен-Назер, центр кантона Ла-Боль-Эскублак. Расположена в 70 км к западу от Нанта и в 67 км к юго-востоку от Вана, в 19 км от национальной автомагистрали N171, на побережье Бискайского залива. На территории коммуны расположены две железнодорожные станции Ла-Боль-Эскублак и Ла-Боль-Ле-Пен линии Сен-Назер—Круазик.
Население (2017) — 16 132 человека.
Ла-Боль-Эскублак (обычно именуемый Ла-Боль) — популярный морской курорт с прекрасными виллами, казино, роскошными отелями и оригинальным сочетанием старой бретонской и эксклюзивной приморской культуры с 9-километровым песчаным пляжем. Здесь расположены летние резиденции французского высшего общества. В июле и августе каждый год население Ла-Боля резко увеличивается, сюда приезжают жители Парижа, для которых поездка на поезде до Ла-Боля занимает около 3 часов. При этом Ла-Боль почти неизвестен за пределами Франции.

## История
Раскопки, проведенные на территории коммуны, свидетельствуют о проживании здесь людей с периода среднего палеолита. К более позднему неолиту относятся несколько сохранившихся дольменов.  Были также найдены фрагменты галло-римских поселений.
Первый поселок Эскублак возник приблизительно в VIII веке в месте, сейчас точно не установленном; предполагается, что это был высокий берег или скала. В 1050 году епископ Нанта направил сюда монахов из аббатства Сен-Флоран-ле-Вьёй.  В лесу неподалёку от поселка они построили церковь и заложили приорат Святого Петра.  К 1350 году Эскублак насчитывал около 300 жителей, к середине XV века это число возросло до 1 500. 
В 1450 году поселок постигла катастрофа, причина которой точно неизвестна (цунами, эпидемия чумы или события Столетеней войны), но население Эскублака сократилось почтив половину, и уцелевшие жители покинули место своего обитания. Большая часть перебралась в район приората Святого Петра, основав новый Эскублак, другие жители основали деревню Пулиген.
C XVI века усилилось наступление дюн на прибрежный поселок. В 1770-годах дюны подошли вплотную к домам и церкви, угрожая их существованию. Местные власти приняли решение снести их и перенести центр поселка на километр дальше от морского побережья. 
Протяженные песчаные пляжи Ла-Боля давно привлекали к себе внимание, но только с открытием в 1879 году железнодорожной линии Сен-Назер-Круазик туристический потенциал местного побережья оказался должным образом оценен.  Общество дюн Эскублака (фр. Société des dunes d'Escoublac) поручило местному архитектору Жоржу Лафону спроектировать новый курортный город. Лафон проложил длинную набережную вдоль моря и построил более 250 вилл. В 1918 году финансовый магнат Франсуа Андре  организовал перестройку курорта Ла-Боль по модели Довиля, объединив в одном месте казино, роскошные отели и спортивные сооружения.

## Достопримечательности
- Многочисленные роскошные виллы вдоль набережной и променада
- Усадьба Кер-Аллан XV века
- Церковь Святого Петра в Эскублаке 1786 года
- Церковь Нотр-Дам 1931-1935 годов в неороманском стиле в центре коммуны
- Бывшая часовня Святой Анны 1880-1886 годов, в 1989 году ставшая культурным центром
- Маяк Ла-Банш 1865 года

## Экономика
Структура занятости населения:
- сельское хозяйство — 0,9 %
- промышленность — 8,2 %
- строительство — 7,96 %
- торговля, транспорт и сфера услуг — 53,7 %
- государственные и муниципальные службы — 29,3 %

Уровень безработицы (2017 год) — 14,0 % (Франция в целом — 13,4 %, департамент Атлантическая Луара — 11,6 %). 

Среднегодовой доход на 1 человека, евро (2017 год) — 25 970 (Франция в целом — 21 110, департамент Атлантическая Луара — 21 910).

## Демография
Динамика численности населения, чел.

## Климат
| Показатель              | Янв.  | Фев.  | Март | Апр. | Май  | Июнь | Июль | Авг. | Сен. | Окт. | Нояб. | Дек.  | Год   |
| ----------------------- | ----- | ----- | ---- | ---- | ---- | ---- | ---- | ---- | ---- | ---- | ----- | ----- | ----- |
| Абсолютный максимум, °C | 15,3  | 19,8  | 22,5 | 27,5 | 29,8 | 37,2 | 36,0 | 36,0 | 31,9 | 26,2 | 20,3  | 16,4  | 37,2  |
| Средний максимум, °C    | 8,6   | 9,5   | 11,9 | 14,5 | 17,7 | 21,4 | 23,9 | 23,4 | 21,3 | 17,1 | 12,2  | 9,3   | 15,9  |
| Средняя температура, °C | 5,6   | 6,2   | 8    | 10,2 | 13,2 | 16,4 | 18,6 | 18,2 | 16,3 | 12,8 | 8,6   | 6,3   | 11,7  |
| Средний минимум, °C     | 2,6   | 2,9   | 4,2  | 5,9  | 8,8  | 11,5 | 13,4 | 13,1 | 11,2 | 8,5  | 5,1   | 3,3   | 7,5   |
| Абсолютный минимум, °C  | −13,8 | −13,7 | −8,1 | −3   | −0,9 | 2,0  | 6,5  | 4,7  | 1,1  | −5,9 | −7,9  | −10,6 | −13,8 |
| Норма осадков, мм       | 81,3  | 68,3  | 59,3 | 48,9 | 65,3 | 42,6 | 38   | 39,6 | 58   | 78,6 | 81,9  | 79,5  | 741,3 |
| Источник:               |       |       |      |      |      |      |      |      |      |      |       |       |       |

| Относительная влажность воздуха | Относительная влажность воздуха | Относительная влажность воздуха | Относительная влажность воздуха | Относительная влажность воздуха | Относительная влажность воздуха | Относительная влажность воздуха | Относительная влажность воздуха | Относительная влажность воздуха | Относительная влажность воздуха | Относительная влажность воздуха | Относительная влажность воздуха | Относительная влажность воздуха | Относительная влажность воздуха |
| Месяц                           | Янв                             | Фев                             | Мар                             | Апр                             | Май                             | Июн                             | Июл                             | Авг                             | Сен                             | Окт                             | Ноя                             | Дек                             | Год                             |
| Влажность воздуха, %            | 87                              | 85                              | 81                              | 78                              | 79                              | 77                              | 75                              | 77                              | 80                              | 86                              | 87                              | 88                              | 82                              |
| ------------------------------- | ------------------------------- | ------------------------------- | ------------------------------- | ------------------------------- | ------------------------------- | ------------------------------- | ------------------------------- | ------------------------------- | ------------------------------- | ------------------------------- | ------------------------------- | ------------------------------- | ------------------------------- |

## Администрация
Пост мэра Ла-Боль-Эскублака с 2020 года занимает член партии Республиканцы Франк Луврье ( Franck Louvrier ), вице-президент Регионального совета Пеи-де-ла-Луар. На муниципальных выборах 2020 года возглавляемый им правый блок победил во 2-м туре, получив 48,06 % голосов (из трех блоков).
| Период | Период | Фамилия      | Партия                                   | Примечания                                                                             |
| ------ | ------ | ------------ | ---------------------------------------- | -------------------------------------------------------------------------------------- |
| 1971   | 1995   | Оливье Гишар | Объединение в поддержку Республики       | министр, президент Регионального совета Пеи-де-ла-Луар, депутат Национального собрания |
| 1995   | 2020   | Ив Метеро    | Союз за народное движение, Республиканцы | финансист                                                                              |
| 2020   |        | Франк Луврье | Республиканцы                            | спин-доктор, вице-президент Регионального совета Пеи-де-ла-Луар                        |

## Города-побратимы
- Хомбург, Германия
- Вила-Реал-ди-Санту-Антониу, Португалия
- Инвернесс, Шотландия

## Спорт
С 1924 по 1952 году в Ла-Боле проходили этапы автомобильного Гран-При. В 2013 году в городе был построен конно-спортивный комплекс, на котором ежегодно проходит этап кубка мира по конкуру. В Ла-Боле также есть яхт-клуб и ассоциация любителей триатлона. Город несколько раз принимал этап велогонки «Тур де Франс».

## Галерея

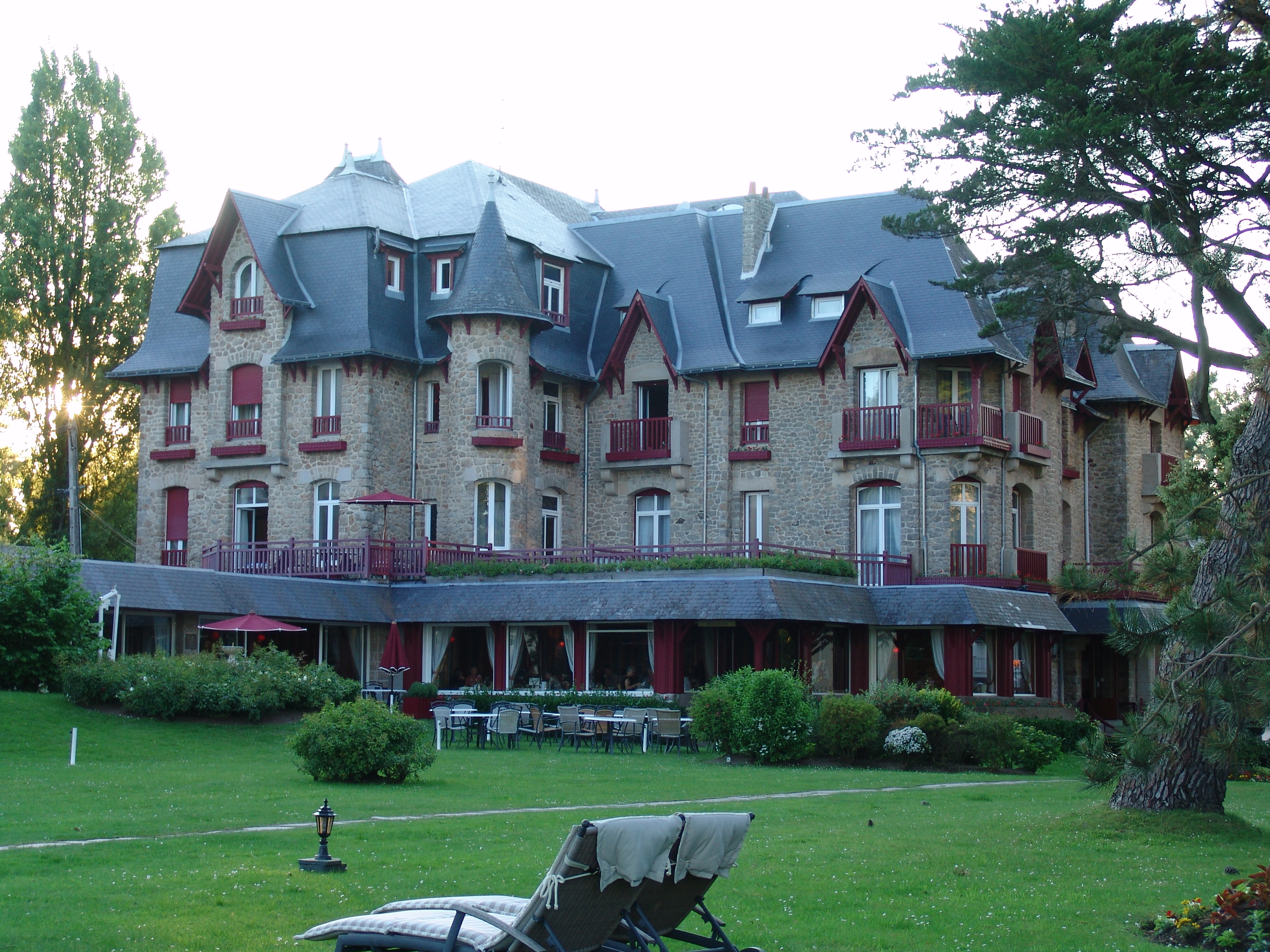
Отель «Мари-Луиза»
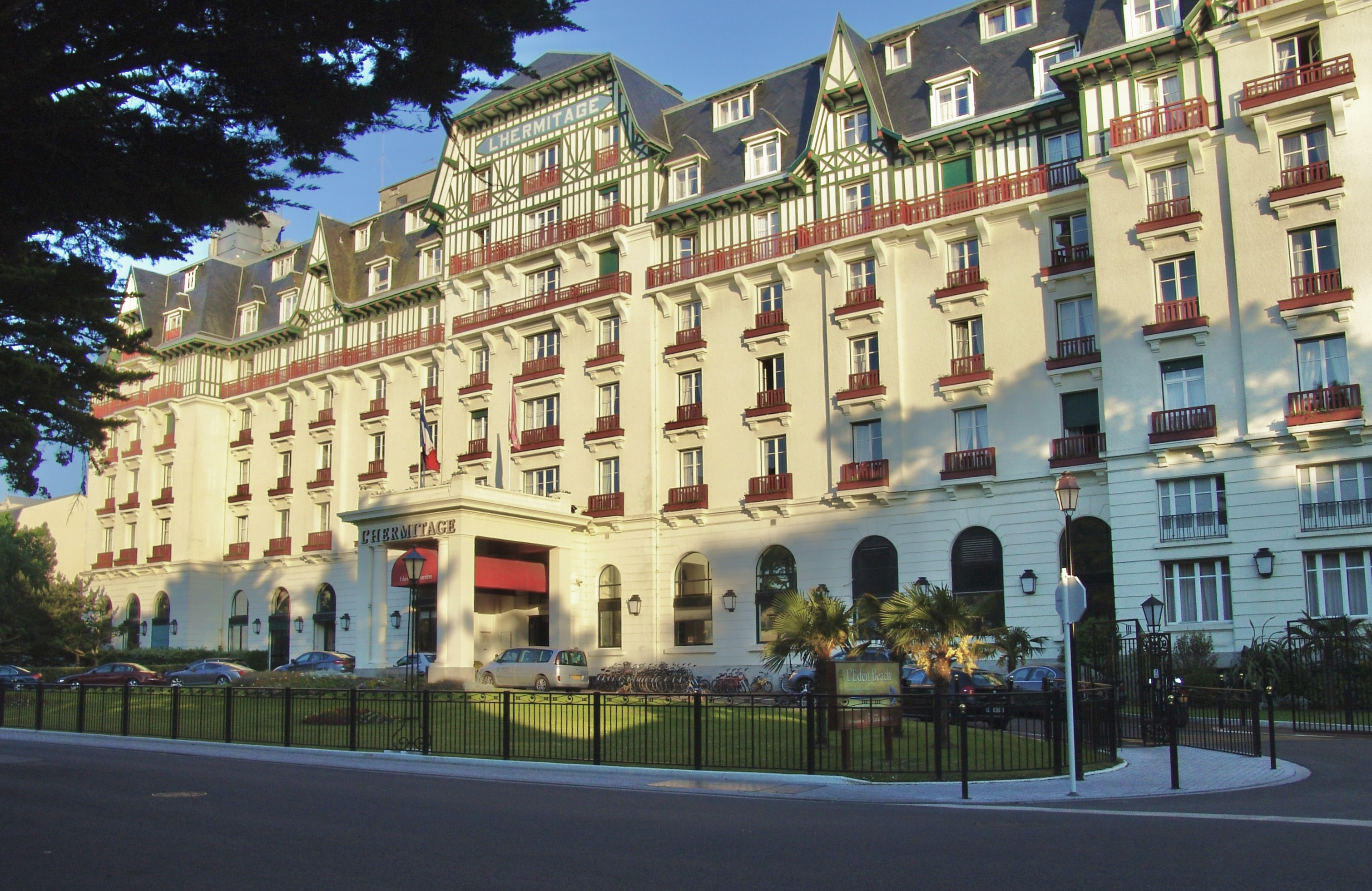
Отель Эрмитаж
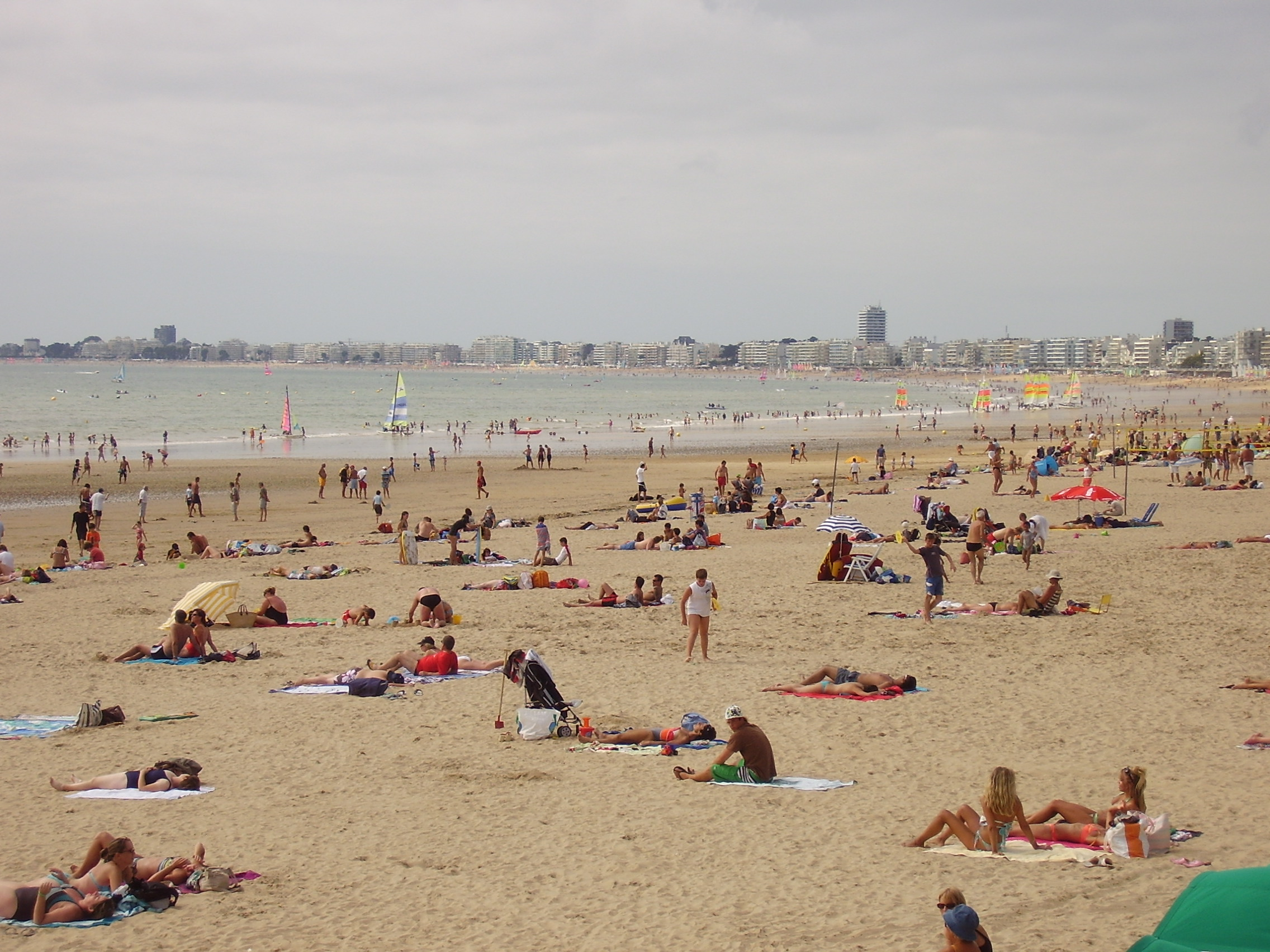
Пляж Ла-Боля
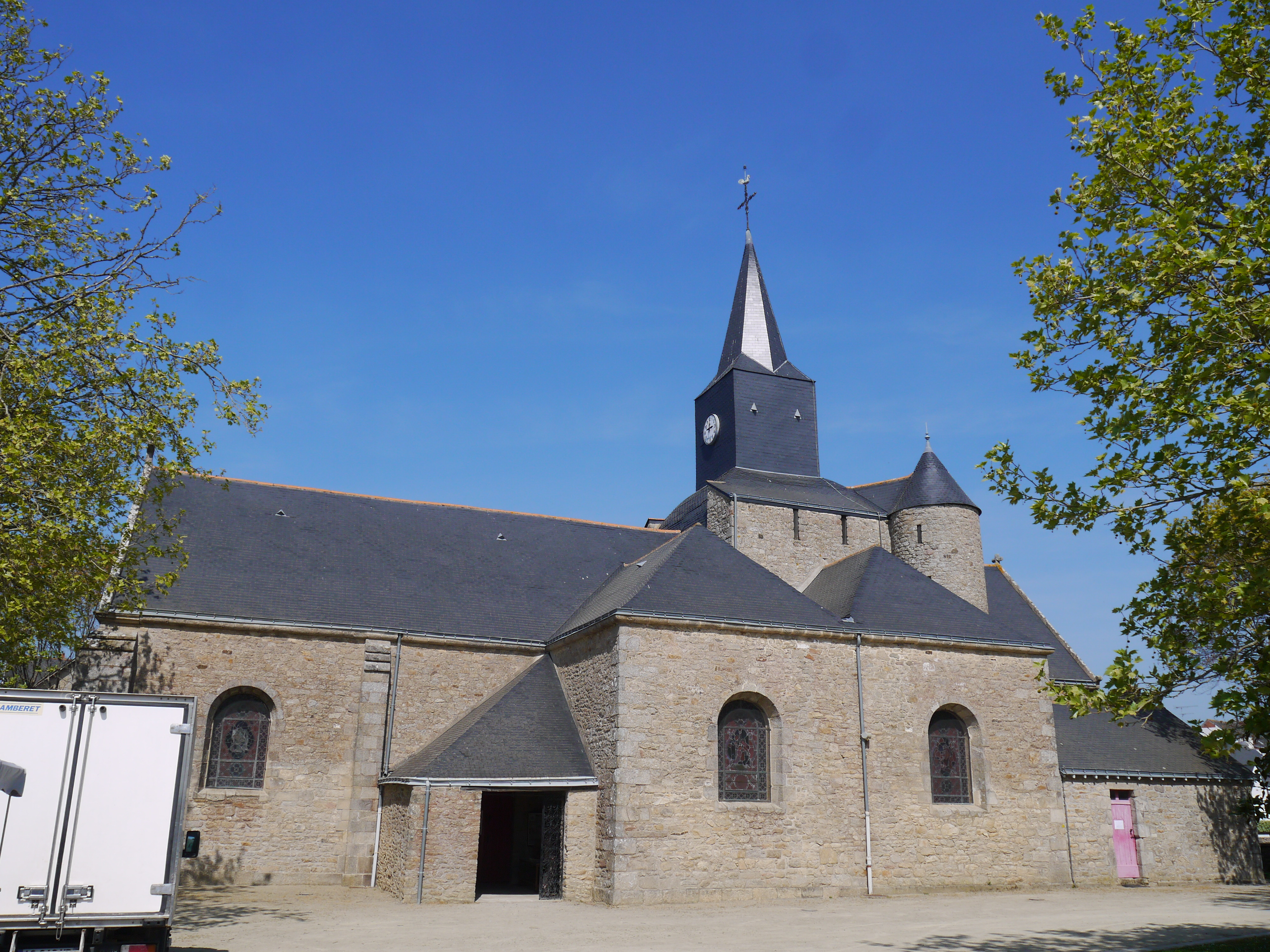
Церковь Святого Петра
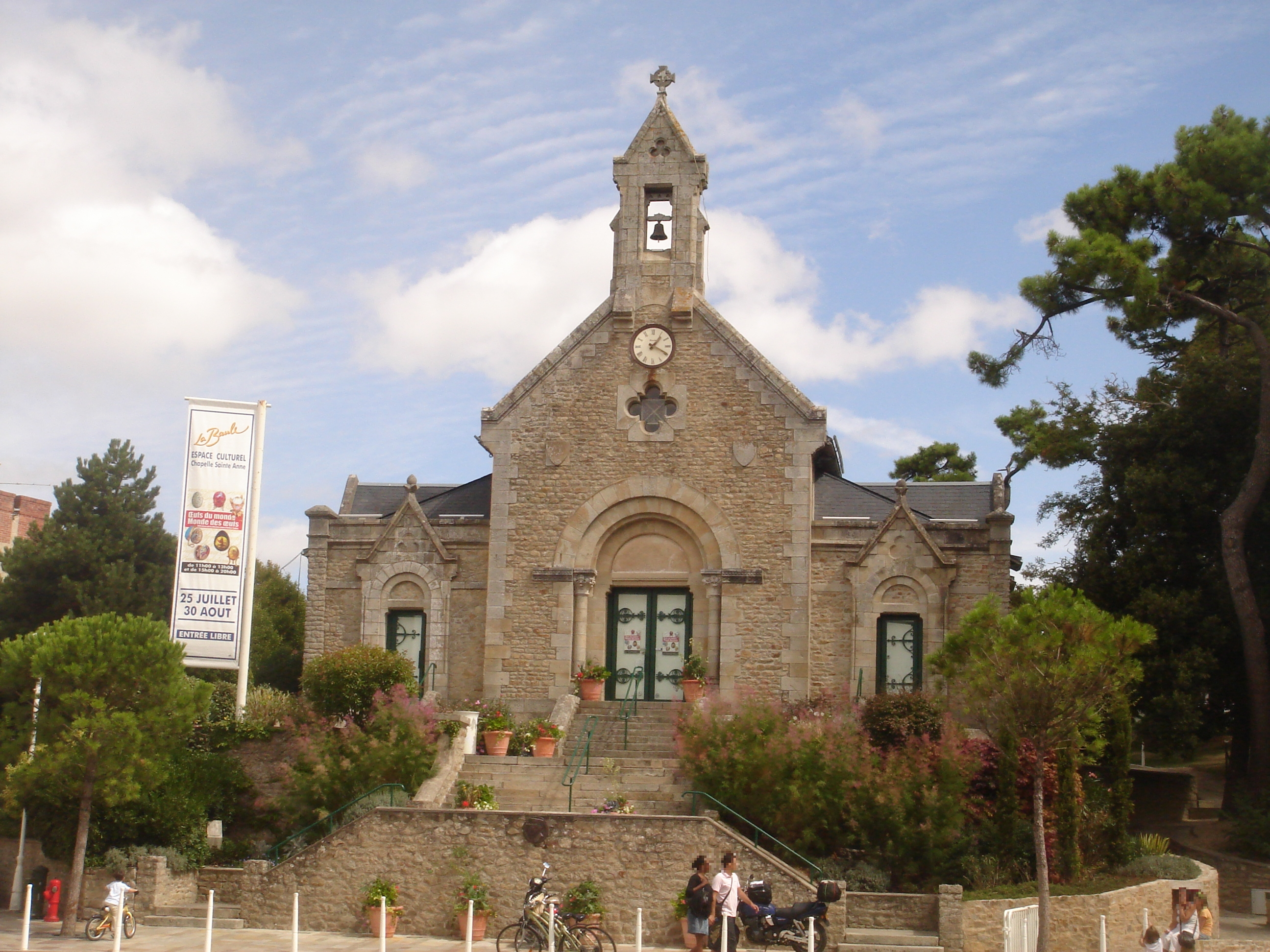
Часовня Святой Анны
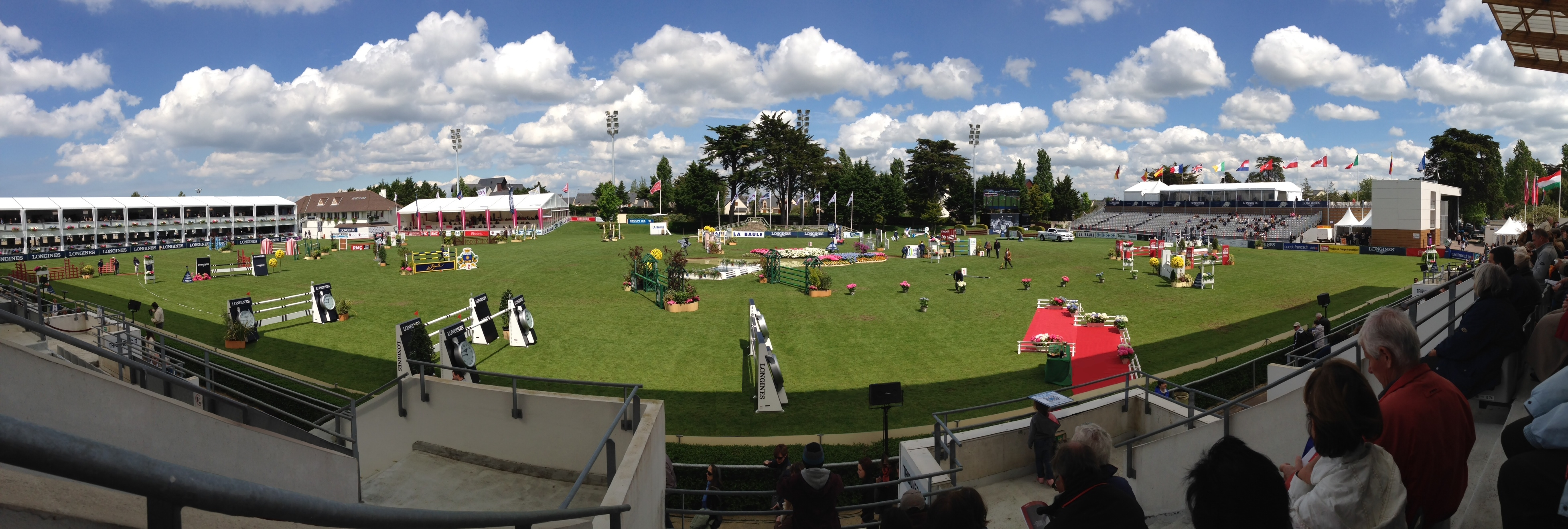
Конно-спортивный комплекс Франсуа Андре
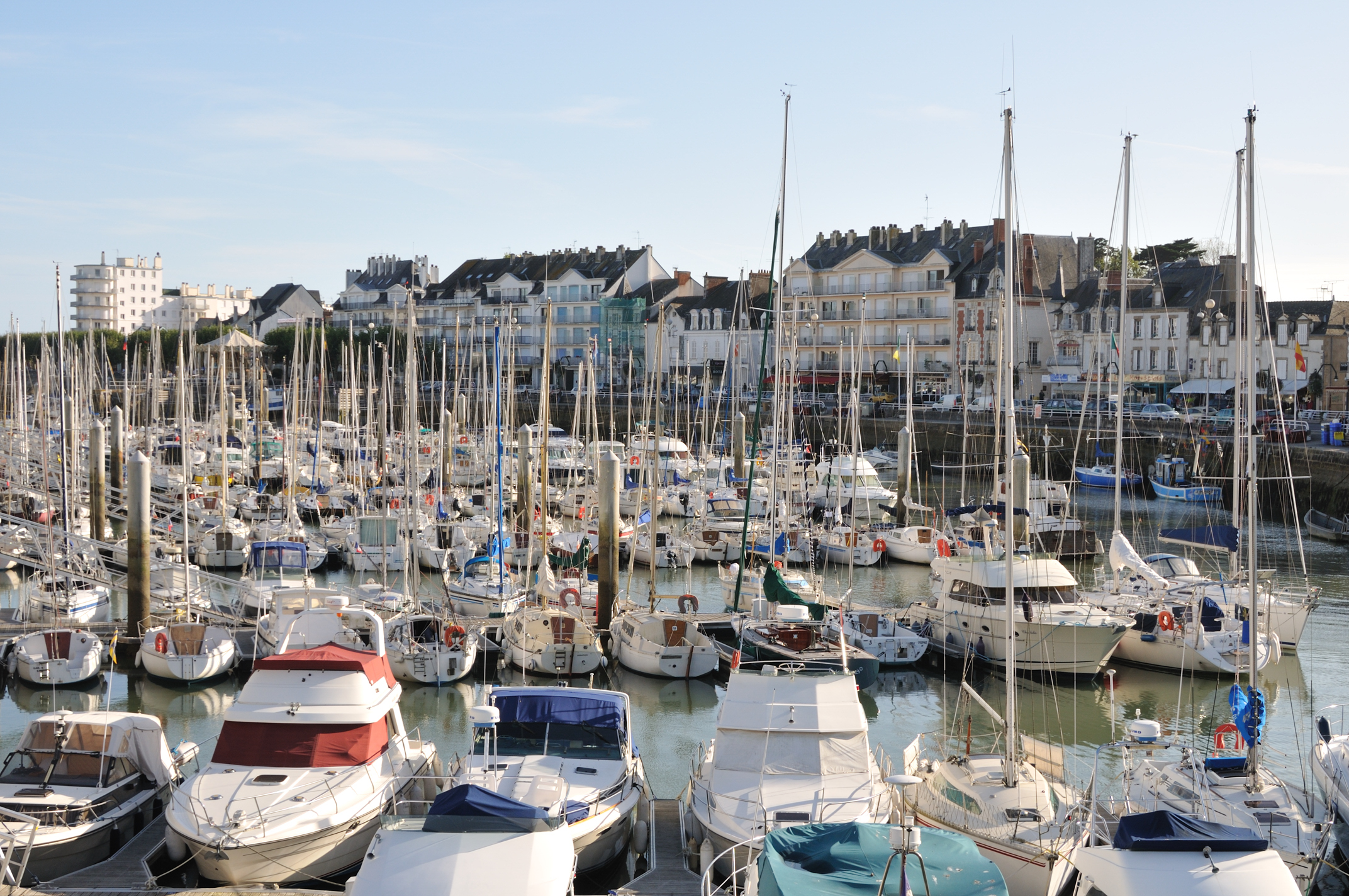
Порт Ла-Боля